# Université nationale Kyungpook
L’université nationale de Kyungpook (en hangeul : 경북대학교) est une université sud-coréenne, située à Daegu. Elle comprend 15 facultés (Colleges) et douze écoles de 2e et 3e cycle universitaire, où sont inscrits 18 500 étudiants (octobre 2006) poursuivant un cycle de licence, 4 000 étudiants en mastère et 1 000 en doctorat — 963 professeurs et 393 personnels administratifs.
La Faculté nationale (National College) est fondé en 1946 en même temps que les facultés d'éducation, de médecine et d'agriculture. Son nom devient KNU en 1951. Le docteur Ko Byung-gan devient le premier président de la KNU en 1952.
Parmi ses anciens étudiants célèbres, on peut noter Kim Ok-suk, ancienne première dame de Corée du Sud. 